# Ordine dei Santi Cirillo e Metodio

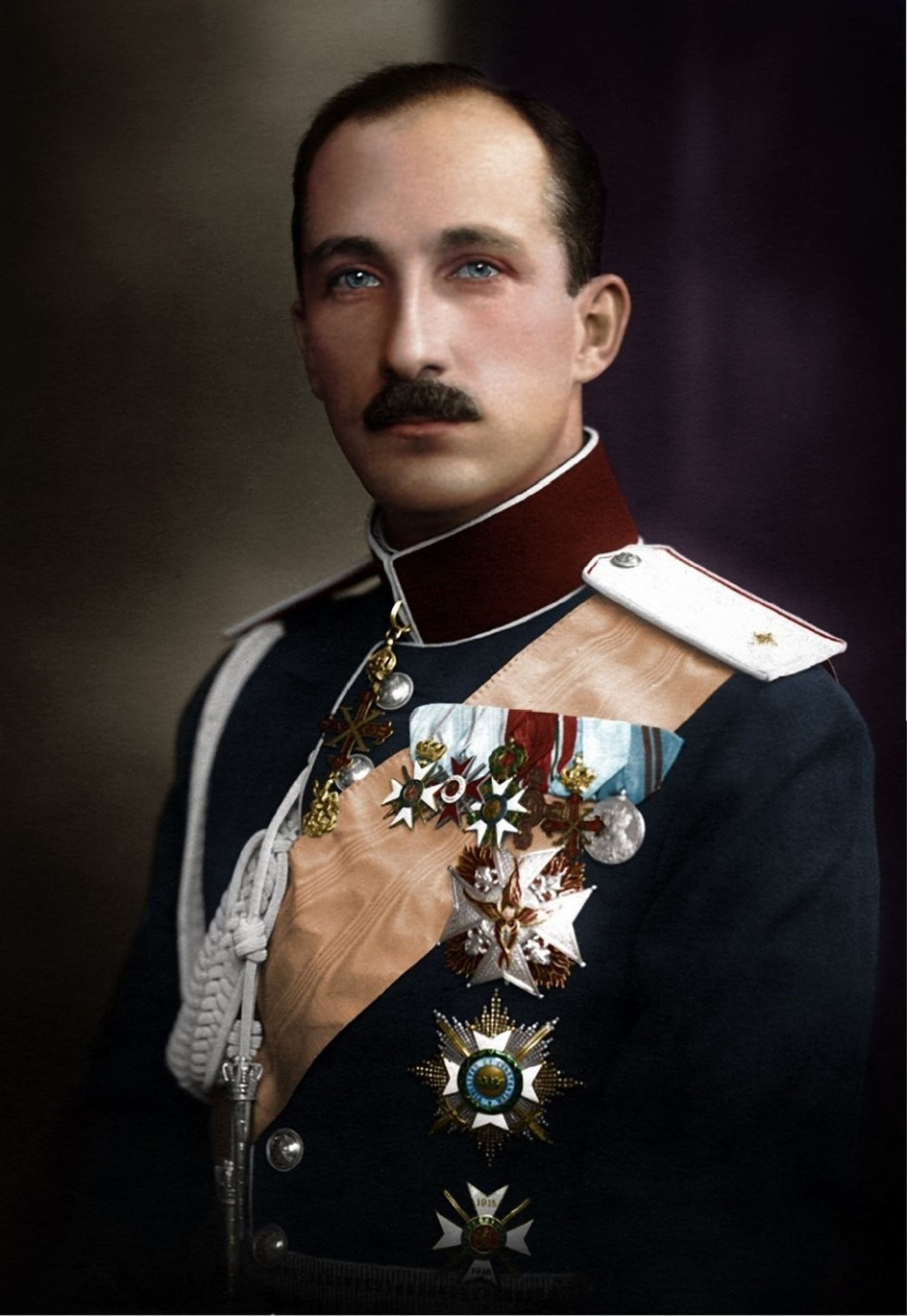
Lo Zar Boris III di Bulgaria che indossa l'insegna di Cavaliere di Gran Croce dell'Ordine

L'Ordine dei Santi Cirillo e Metodio è un ordine cavalleresco della Repubblica di Bulgaria, già attivo nel periodo monarchico.

## Storia
L'Ordine dei Santi Cirillo e Metodio venne fondato il 18 maggio 1909 da Ferdinando I di Bulgaria, in occasione del primo anno della sua elezione a Re di Bulgaria (precedentemente era attivo al trono col grado di Principe).
L'onorificenza venne dedicata ai Santi Cirillo e Metodio, patroni della Bulgaria.
Alla cessazione della monarchia nel 1946, l'Ordine venne soppresso per poi essere ricostituito il 13 dicembre 1950 dalla Repubblica bulgara la quale lo adottò come principale ordine nazionale apportandogli alcune modifiche nell'insegna al fine di cancellarne gli elementi prettamente monarchici.
L'Ordine, sia sotto la monarchia che sotto la repubblica, era il principale ordine nazionale e come tale esso poteva essere conferito ai capi di Stato o ai sovrani stranieri in segno di amicizia.
L'Ordine, decaduto dopo la fine del comunismo, è stato ristabilito il 29 maggio 2003.

## Classi
L'Ordine dispone delle seguenti classi di benemerenza:
- Cavaliere di Gran Croce
- Commendatore
- Cavaliere

## Assegnazione
L'Ordine viene assegnato per contributi particolarmente grandi allo sviluppo della cultura, dell'arte, dell'educazione e della scienza.

## Insegne
- La medaglia dell'Ordine era costituita da una croce greca plurilobata smaltata di bianco e bordata d'oro, avente all'incavo delle braccia delle fiamme smaltate di rosso, caricate di un giglio d'oro. Al centro si trovava un medaglione a smalti rappresentante i santi Cirillo e Metodio in stile bizantino, circondati da un anello d'oro con inciso in nero il nome dell'Ordine.
- La placca era una croce di Malta squamata, pomata e bordata d'argento, avente all'incavo delle braccia delle fiamme smaltate di rosso, caricate di un giglio d'oro. Al centro si trovava un cherubino a smalti.
- Il nastro era arancio chiaro sotto la monarchia, per poi passare all'azzurro sotto la repubblica.